# Тёмный ангел (Marvel Comics)
Тёмный ангел (англ. Dark Angel) — имя, используемое двумя вымышленными персонажами в Marvel UK, хотя у них нет никакого другого отношения.

## Тёмный ангел (Шевон Холдейн)
Тёмный ангел (настоящее имя — Шевон Холдейн (англ. Shevaun Haldane), первоначально Ангел Ада (англ. Hell's Angel), — вымышленная супергероиня имприта Marvel Comics Marvel UK. Она впервые появилась в Hell’s Angel #1 (Июль 1992); персонаж и комикс оба были переименованы в Dark Angel с выпуском #6 из-за юридических угроз байкер-клуба Ангелов Ада. Их иск был улажен Marvel, согласившись заплатить $35,000.00 в качестве пожертвования на благотворительные цели Дому Рональда МакДональда и от имени Marvel, и от имени Ангелов Ада, в дополнение к переименованию персонажа.

### Вымышленная биография персонажа
В Средневековье, маги, которые станут советом директоров Мис-Техов, получили бессмертие демоном Мефисто в обмен на длительную жертву смертных душ. У одного из этих людей, Ренольфа Холдейна, была дочь по имени Шевон в современный период. Когда Шевон был 21 год, Мефисто убил её отца за его измену. Шевон затем увидела, что Ангел Смерти пришла за её отцом. Ангел поместила фрагмент самой вселенной в Шевон и дала ей костюм высокотехнологичной брони, чтобы управлять своей новой силой. Она боролась с агентами Мис-Теха и другими техно-магическими монстрами по всей Земле, в других измерениях и в загробной жизни.
Она объединилась с другими многочисленными американскими героями и антигероями в процессе, включая Людей Икс (особенно Росомаху и Псайлок), Геркулеса, Саблезубого, Доктора Стрэнджа, Фантастическую четвёрку и Мстителей, а также «фрагменты души» покойных Нюка и Найтхоука Верховного Эскадрона. Она также объединилась с и/или боролась с персонажами-коллегами Marvel UK Черепом II, Рыцарями Пендрагона, Боеголовками, Генетиксом, Дикой Штучкой, и Болтуном, и Киллпауэром, и объединилась с несколькими из этих героев в недолговечную команду, названную Тёмной Гвардией.
Шевон была одной из многих супергероев, кто собрался бороться с Мис-Техами в буквальной апокалиптической разборке. Организация создала двойника земли, который предоставит им неограниченную силу над оригинальной. Герои будут пробивать себе путь к ядру Мис-Техов, теряя десятки своих собственных смертей и разрушений. Шевон пришлось не только бороться, ей пришлось поддерживать свои дикие колебания и болезненные силы, чтобы помочь космосу на уровне, который поняли немногие её компаньоны. В конце, только небольшое количество героев осталось в живых, и даже меньшее число добралось до устройств, которые могли полностью изменить время. Шевон присоединилась к группе, которая включала Профессора Икс, Доктора Стрэнджа, Альбиона Рыцарей Пендрагона, Черепа и Болтуна (последний из чистой потребности нужен больше всего на свете), и сумела полностью изменить время как раз так, что ни один из героев не умер, а земля не была в реальной опасности. Противо-Земля была блокирована от Мис-Техов. Только герои, которые добрались до фактического конца, помнили весь хаос и смерть, которые продолжались ранее.
Тёмный ангел позже вновь появилась в качестве одной из резервных агентов британской спецслужбы МИ:13, сражаясь против армии вампиров на луне. Заголовок, сопровождающий её повторное включение в состав, заявил, что она «вернулась из космоса».
Несколько лет спустя, она сражалась в Битве Лондонского Моста против Мис-Техов: правление пыталось выйти из своей сделки с Мефисто, послав всю Великобританию к черту. Она была вынуждена иметь своих союзников Киллпауэра и Труппу Кетера, попавших в Ад, чтобы остановить демонов от прихода на Землю.
На званом ужине на Земле, где находилась по заданию, познакомилась с Энтони Старком.Они встречались пару месяцев, что было невероятно долго для Тони и невероятно мало для Шевон. Холдейн родила дочь, назвав её Элвис.

## Тёмный ангел (Катисул Эвин)
Тёмный ангел (настоящее имя — Катисул Эвин (англ. Kathisul Evin) — персонаж вселенной Marvel Comics. Она была вестником Галактуса в серии Cyberspace 3000 Marvel UK.